# Grammy Award for Best Americana Album
Der Grammy Award for Best Americana Album, auf Deutsch „Grammy-Auszeichnung für das beste Americana-Album“, ist ein Musikpreis, der seit dem Jahr 2010 von der amerikanischen Recording Academy im Bereich der Americana-Musik verliehen wird.

## Geschichte und Hintergrund
Die seit 1959 verliehenen Grammy Awards werden jährlich in zahlreichen Kategorien von der Recording Academy in den Vereinigten Staaten vergeben, um künstlerische Leistung, technische Kompetenz und hervorragende Gesamtleistung ohne Rücksicht auf die Album-Verkäufe oder Chart-Position zu würdigen.
Eine dieser Kategorien ist der Grammy Award for Best Americana Album. Die Recording Academy definiert dabei das Musikgenre Americana wie folgt:

“Americana is contemporary music that incorporates elements of various American roots music and vocal styles, including country, roots-rock, folk, bluegrass, R&B and blues, resulting in a distinctive roots-oriented sound that lives in a world apart from the pure forms of the genres upon which it may draw. While acoustic instruments are often present and vital, Americana also often uses a full electric band.”

„Americana ist zeitgenössische Musik, die Elemente verschiedener amerikanischer Roots-Musik und Gesangsstile, einschließlich Country, Roots-Rock, Folk, Bluegrass, R&B und Blues, enthält, was zu einem unverkennbaren Sound führt. Während akustische Instrumente häufig vorhanden und unerläßlich sind, verwendet Americana oft auch elektrische Instrumente.“

Die Auszeichnung wird seit 2010 verliehen und ging im ersten Jahr an Levon Helm für sein Album Electric Dirt. Levon Helm hat gemeinsam mit Jason Isbell den Preis bisher zwei Mal erhalten.

## Gewinner und Nominierte
| Jahr                 | Gewinner                          | Nationalität       | Album                     | Nominierte | Bild des/der Gewinner(s) |
| -------------------- | --------------------------------- | ------------------ | ------------------------- | --- | ------------------------ |
| 2010                 | Levon Helm                        | Vereinigte Staaten | Electric Dirt             | - Together Through Life von Bob Dylan - Willie and the Wheel von Willie Nelson & Asleep at the Wheel - Wilco (The Album) von Wilco - Little Honey von Lucinda Williams                |                          |
| 2011                 | Mavis Staples                     | Vereinigte Staaten | You Are Not Alone         | - The List von Rosanne Cash - Tin Can Trust von Los Lobos - Country Music von Willie Nelson - Band of Joy von Robert Plant                                                            |                          |
| 2012                 | Levon Helm                        | Vereinigte Staaten | Ramble at the Ryman       | - Emotional Jukebox von Linda Chorney - Pull Up Some Dust and Sit Down von Ry Cooder - Hard Bargain von Emmylou Harris - Blessed von Lucinda Williams                                 |                          |
| 2013                 | Bonnie Raitt                      | Vereinigte Staaten | Slipstream                | - The Carpenter von den Avett Brothers - From the Ground Up von John Fullbright - The Lumineers von den Lumineers - Babel von Mumford & Sons                                          |                          |
| 2014                 | Emmylou Harris und Rodney Crowell | Vereinigte Staaten | Old Yellow Moon           | - Love Has Come for You von Steve Martin & Edie Brickell - Buddy and Jim von Buddy Miller & Jim Lauderdale - One True Vine von Mavis Staples - Songbook von Allen Toussaint           |                          |
| 2015                 | Rosanne Cash                      | Vereinigte Staaten | The River and the Thread  | - Terms of My Surrender von John Hiatt - Bluesamericana von Keb’ Mo’ - A Dotted Line von Nickel Creek - Metamodern Sounds in Country Music von Sturgill Simpson                       |                          |
| 2016                 | Jason Isbell                      | Vereinigte Staaten | Something More Than Free  | - The Firewatcher’s Daughter von Brandi Carlile - The Traveling Kind von Emmylou Harris und Rodney Crowell - Mono von den Mavericks - The Phosphorescent Blues von den Punch Brothers |                          |
| 2017                 | William Bell                      | Vereinigte Staaten | This Is Where I Live      | - True Sadness von den Avett Brothers - The Cedar Creek Sessions von Kris Kristofferson - The Bird & the Rifle von Lori McKenna - Kid Sister von den Time Jumpers                     |                          |
| 2018                 | Jason Isbell and the 400 Unit     | Vereinigte Staaten | The Nashville Sound       | - Southern Blood von Gregg Allman - Shine On Rainy Day von Brent Cobb - Beast Epic von Iron & Wine - Brand New Day von den Mavericks                                                  |                          |
| 2019                 | Brandi Carlile                    | Vereinigte Staaten | By the Way, I Forgive You | - Things Have Changed von Bettye LaVette - The Tree of Forgiveness von John Prine - The Lonely, the Lonesome & the Gone von Lee Ann Womack - One Drop of Truth von den Wood Brothers  |                          |
| 2020 26. Januar 2020 | Keb’ Mo’                          | Vereinigte Staaten | Oklahoma                  | - Years to Burn von Calexico and Iron & Wine - Who Are You Now von Madison Cunningham - Tales of America von J. S. Ondara - Walk Through Fire von Yola                                |                          |
| 2021 14. März 2021   | Sarah Jarosz                      | Vereinigte Staaten | World on the Ground       | - Old Flowers von Courtney Marie Andrews - Terms of Surrender von Hiss Golden Messenger - El Dorado von Marcus King - Good Souls Better Angels von Lucinda Williams                   |                          |
| 2022 3. April 2022   | Los Lobos                         | Vereinigte Staaten | Native Sons               | - Jackson Browne – Downhill from Everywhere - John Hiatt with the Jerry Douglas Band – Leftover Feelings - Allison Russell – Outside Child - Yola – Stand for Myself                  |                          |
| 2023 5. Februar 2023 | Brandi Carlile                    | Vereinigte Staaten | In These Silent Days      | - Dr. John – Things Happen That Way - Keb’ Mo’ – Good to Be … - Robert Plant & Alison Krauss – Raise the Roof - Bonnie Raitt – Just Like That …                                       |                          |
| 2024 4. Februar 2024 | Jason Isbell and the 400 Unit     | Vereinigte Staaten | Weathervanes              | - Brandy Clark – Brandy Clark - Rodney Crowell – The Chicago Sessions - Rhiannon Giddens – You’re the One - Allison Russell – The Returner                                            | Jason Isbell 2014        |
| 2025 2. Februar 2025 | Sierra Ferrell                    | Vereinigte Staaten | Trail of Flowers          | - The Other Side von T Bone Burnett - $10 Cowboy von Charley Crockett - Polaroid Lovers von Sarah Jarosz - No One Gets Out Alive von Maggie Rose - Tigers Blood von Waxahatchee       |                          |